# Stazione di Squinzano
La stazione di Squinzano è la stazione ferroviaria della linea Adriatica posta nel territorio dell'omonimo comune.

## Storia
La stazione fu aperta assieme al tronco ferroviario Brindisi-Lecce il 16 gennaio 1866.

## Strutture e impianti
L'impianto conta tre binari e due marciapiedi dotati di pensilina, collegati tra loro tramite sottopassaggio.

## Collegamenti
Presso di essa effettuano fermata vari treni regionali.
R e RV Bari Centrale - Lecce e viceversa 

## Servizi
La stazione dispone di:
- Sala d'attesa
- Servizi igienici